# Matías Daniel Giménez Rojas
Matías Giménez Rojas (San Juan, Argentina; 6 de marzo de 1999) es un futbolista argentino que juega como delantero y su club actual es Argentinos Juniors, de la Primera División de Argentina.

## Trayectoria

### San Martín de San Juan
Surgido de las inferiores de San Martín de San Juan, debutó con el primer equipo el 24 de agosto de 2019, en la derrota 1 a 0 frente a Estudiantes de Caseros, por el partido correspondiente a la segunda fecha del Torneo de Primera Nacional 2019-20.
Su primer gol con el conjunto sanjuanino lo anotó el 21 de diciembre de 2020 en el empate 1 a 1 frente a Mitre de Santiago del Estero, por un partido correspondiente al Torneo Transición de Primera Nacional 2020.
Su etapa en el "santo" la finalizó con 25 goles y 8 asistencias en 92 partidos jugados.

### Independiente
Para el Torneo de Primera División 2023 se une a Independiente en una suma cercana a los 800.000 dólares, jugando su primer partido con el club el 28 de enero en la victoria 1 a 0 frente a Talleres de Córdoba, por el partido correspondiente a la primera fecha del torneo.
Su primer gol con el club llegó el 18 de marzo del 2023 en el empate 2 a 2 frente a Colón de Santa Fe por la octava fecha del campeonato. Una semana después anotaría su segundo gol con la institución, en la victoria 3 a 0 frente a Ciudad de Bolívar por un partido correspondiente a la Copa Argentina 2023.
Su carrera en Independiente culminó con 14 goles anotados y 6 asistencias repartidas en 68 partidos disputados.

### Argentinos Juniors
A mediados de 2025, es traspasado a Argentinos Juniors.

## Estadísticas

### Clubes
Actualizado hasta su último partido disputado el 20 de julio de 2025.
| Club                          | Div.          | Temporada     | Liga  | Liga  | Liga   | Copas nacionales | Copas nacionales | Copas nacionales | Torneos internacionales | Torneos internacionales | Torneos internacionales | Total | Total | Total  |
| Club                          | Div.          | Temporada     | Part. | Goles | Asist. | Part.            | Goles            | Asist.           | Part.                   | Goles                   | Asist.                  | Part. | Goles | Asist. |
| ----------------------------- | ------------- | ------------- | ----- | ----- | ------ | ---------------- | ---------------- | ---------------- | ----------------------- | ----------------------- | ----------------------- | ----- | ----- | ------ |
| San Martín (SJ) Argentina     | 2.ª           | 2019-20       | 15    | 0     | 0      | 2                | 1                | 0                | —                       | —                       | —                       | 17    | 1     | 0      |
| San Martín (SJ) Argentina     | 2.ª           | 2020          | 9     | 2     | 1      | —                | —                | —                | —                       | —                       | —                       | 9     | 2     | 1      |
| San Martín (SJ) Argentina     | 2.ª           | 2021          | 30    | 8     | 2      | —                | —                | —                | —                       | —                       | —                       | 30    | 8     | 2      |
| San Martín (SJ) Argentina     | 2.ª           | 2022          | 36    | 14    | 5      | —                | —                | —                | —                       | —                       | —                       | 36    | 14    | 5      |
| San Martín (SJ) Argentina     | Total club    | Total club    | 90    | 24    | 8      | 2                | 1                | 0                | 0                       | 0                       | 0                       | 92    | 25    | 8      |
| C. A. Independiente Argentina | 1.ª           | 2023          | 26    | 4     | 3      | 17               | 6                | 0                | —                       | —                       | —                       | 43    | 10    | 3      |
| C. A. Independiente Argentina | 1.ª           | 2024          | 1     | 0     | 0      | 7                | 2                | 0                | —                       | —                       | —                       | 8     | 2     | 0      |
| C. A. Independiente Argentina | 1.ª           | 2025          | 16    | 0     | 2      | 2                | 0                | 0                | 4                       | 2                       | 1                       | 22    | 2     | 3      |
| C. A. Independiente Argentina | Total club    | Total club    | 43    | 4     | 5      | 26               | 8                | 0                | 4                       | 2                       | 1                       | 73    | 14    | 6      |
| Argentinos Juniors Argentina  | 1.ª           | 2025          | 1     | 0     | 0      | —                | —                | —                | —                       | —                       | —                       | 1     | 0     | 0      |
| Argentinos Juniors Argentina  | Total club    | Total club    | 1     | 0     | 0      | 0                | 0                | 0                | 0                       | 0                       | 0                       | 1     | 0     | 0      |
| Total carrera                 | Total carrera | Total carrera | 134   | 28    | 13     | 28               | 9                | 0                | 4                       | 2                       | 1                       | 166   | 39    | 14     |
| 1. 2. 3.                      |               |               |       |       |        |                  |                  |                  |                         |                         |                         |       |       |        |